# Carloman de Blinde
Carloman de Blinde (847 - Echternach, 876) was de derde zoon van Karel de Kale en diens eerste echtgenote Ermentrudis van Orléans.
Omdat Karel de Kale een strijd tussen zijn zonen om de kroon wilde vermijden en de oudste zoon Lodewijk de Stamelaar als opvolger had aangeduid, stak hij diens jongere broers al jong in het klooster. Carloman kreeg volgens de Annales Bertiniani al in 854 de tonsuur. In 860 werd hij abt van de Sint-Medardusabdij te Soissons.
Na de dood van zijn broer Lothar in 865 kreeg hij ook de abdij van Sint-Germanus van Auxerre. Daarna kreeg hij nog andere abdijen onder andere te Metz en te Lobbes.
In 869 kwam hij in opstand tegen zijn vader. Die liet hem opsluiten te Senlis. 
Na tussenkomst van paus Adrianus II liet Karel de Kale zijn zoon vrij en verplichtte hij hem om deel te nemen aan zijn veldtocht tegen Girard II van Roussillon in 870. 
Carloman deserteerde en plunderde samen met andere deserteurs de streek rond Reims tot in België. Boudewijn I van Vlaanderen probeerde tevergeefs te bemiddelen tussen vader en zoon.
Karel de Kale slaagde erin om zijn zoon gevangen te nemen. Door bemiddeling van aartsbisschop Hincmar van Reims liet Karel de Kale zijn zoon excommuniceren. Nu hij geen geestelijke meer was, kwam hij opnieuw in aanmerking als troonsopvolger en een groep opstandelingen schoof hem in die hoedanigheid naar voor. Om dit onmogelijk te maken liet Karel de Kale in 873 zijn zoon de ogen uitsteken en hem opsluiten in de Abdij van Corbie.
Carloman kon ontsnappen en vluchten naar zijn oom Lodewijk de Duitser. Die maakte hem abt van de Abdij van Echternach.